# Santiago Lagunas
Santiago Lagunas Mayandía (Zaragoza, 14 de septiembre de 1912-ib., 28 de mayo de 1995) fue un pintor y arquitecto español, iniciador de la abstracción pictórica en España desde 1947 formando parte del Grupo Pórtico.
Comienza a estudiar pintura en Zaragoza e ingresa en la Escuela de Arquitectura de Madrid en 1929, titulándose en 1940. Sigue en estos años cultivando la pintura, aún figurativa.
Una vez titulado arquitecto inicia su trabajo en el Servicio Nacional de Regiones Devastadas. En 1944 realiza, con Casimiro Lanaja y Manuel Martínez de Ubago, el Seminario Metropolitano de Zaragoza y expone su obra pictórica en la galería «Libros» de su ciudad. Dos años más tarde vuelve a celebrar una exposición individual en el Centro Mercantil.
En 1947 funda el Grupo Pórtico, primer movimiento de pintura abstracta de España. Hasta 1951 expone con Pórtico en Madrid, Bilbao o Santander, pero a partir de 1952 se dedicó prioritariamente a su profesión de arquitecto.
Una de sus obras culminantes es la realización en 1949, junto con sus compañeros del Grupo Pórtico Fermín Aguayo y Eloy Giménez Laguardia, de la reforma del hoy desaparecido Cine Dorado de Zaragoza, donde combinaron escultura y pintura abstracta en una obra que causó un importante impacto en la sociedad del momento.
Constantemente promovió la creación artística colaborando en varias revistas culturales. De 1975 a 1978 ocupa el cargo de decano del Colegio Oficial de Arquitectos de Aragón. Por esos años, jubilado de su profesión de arquitecto, vuelve a la pintura.
En 1984 le es concedida la Medalla de Oro de Santa Isabel de la Diputación de Zaragoza. En 1991 la Medalla de Oro del Ayuntamientod de la ciudad y en 1992 la Diputación General de Aragón le otorga el Premio Aragón de las Artes.

## Obras

### Arquitectura
- Cine Cervantes. Borja. 1946.
- Clínica de San Juan de Dios. Zaragoza. 1946.
- Reforma del Cine Dorado. Zaragoza. 1949. La reforma del desaparecido cine zaragozano, en colaboración con otros artistas del Grupo Pórtico Fermín Aguayo y Eloy Giménez Laguardia, constituyó una de las obras maestras del grupo que reunía abstracción pictórica y escultórica.
- Casa de Ejercicios Espirituales Quinta Julieta. Zaragoza. 1958.
- Colegio «El Carmelo». Zaragoza. 1960.
- Aulas y Residencia de Estudiantes de Ingeniería Técnica «Don Bosco». La Almunia de Doña Godina. 1969.

## Exposiciones antológicas
- Veinte años de Pintura Abstracta en Zaragoza 1947-1967, Colegio Oficial de Arquitectos de Aragón y Rioja, Zaragoza, mayo-junio de 1979.
- Primera abstracción de Zaragoza: 1948-1965. Exposición itinerante, diciembre de 1984 - marzo de 1985.
- Lagunas. Abstracción. Ayuntamiento de Zaragoza, Lonja. 1 marzo-10 de abril de 1991.
- Grupo Pórtico. Fermín Aguayo, Eloy Laguardia, Santiago Lagunas. Gobierno de Aragón y Ministerio de Cultura, Zaragoza, Lonja, 10 de diciembre de 1993 - 13 de febrero de 1994.
- Santiago Lagunas. Espacio y color. Museo Camón Aznar y Colegio Oficial de Arquitectos de Aragón, del 17 de abril al 1 de junio de 1997.